# Erkand Qerimaj
Erkand Qerimaj, né le 10 août 1988 à Shkodër, est un haltérophile albanais.

## Palmarès

### Championnats d'Europe
- 2022 à  Tirana
  -  Médaille d'or à l'arraché en moins de 73 kg.
- 2019 à  Batoumi
  -  Médaille de bronze à l'arraché en moins de 81 kg.
- 2017 à  Split
  -  Médaille de bronze au total en moins de 77 kg.
  -  Médaille d'argent à l'épaulé-jeté en moins de 77 kg.
- 2014 à  Tel Aviv
  -  Médaille d'or au total en moins de 77 kg.
  -  Médaille d'or à l'épaulé-jeté en moins de 77 kg.
  -  Médaille de bronze à l'arraché en moins de 77 kg.
- 2011 à  Kazan
  -  Médaille d'argent à l'arraché en moins de 77 kg.
- 2010 à  Minsk
  -  Médaille de bronze au total en moins de 77 kg.
  -  Médaille de bronze à l'épaulé-jeté en moins de 77 kg.

- - 5e au total en moins de 69 kg.

### Jeux méditerranéens
- 2022 à  Oran
  -  Médaille d'argent à l'arraché en moins de 73 kg.
- 2009 à  Pescara
  -  Médaille d'or à l'arraché en moins de 77 kg.
  -  Médaille d'argent à l'épaulé-jeté en moins de 77 kg.